# Вифлеемская площадь
Вифлеемская площадь (чеш. Betlémské náměstí) — вытянутая с востока на запад площадь в Праге, на которой находится Вифлеемская часовня.
Площадь является современным городским образованием, в XIV веке, когда строилась часовня, здесь была только кривая улица, ограниченная домами и стеной кладбища. Напротив последнего дома в 1558 году была возведена колокольня.
Кладбище существовало с XII века и принадлежало собору святого Филипа и Якуба, который перестал существовать во время Гуситских войн. Основания собора были обнаружены во время археологических работ в 1948 году под руководством Борковского. Это был романский собор, прямоугольный в плане с полукруглой апсидой, размером примерно с четверть Вифлеемской часовни. В XIV веке он был расширен. Собор стоял примерно в 2 метрах от южного фасада Вифлеемской капеллы и большей частью этот фасад закрывал.
После исчезновения собора святого Филипа и Якуба на этом месте появилось кладбище Вифлеемской часовни. Оно было намного больше, чем территория, ограниченная в XX веке мраморными плитами. В 1786 году по инициативе инженера Ф. Л. Гергета (чеш. F. L. Herget) Вифлеемскую капеллу снесли, а кладбище убрали, территорию покрыли брусчаткой. Вместе с тем были уничтожены могилы выдающихся людей, в основном профессоров Пражского университета.

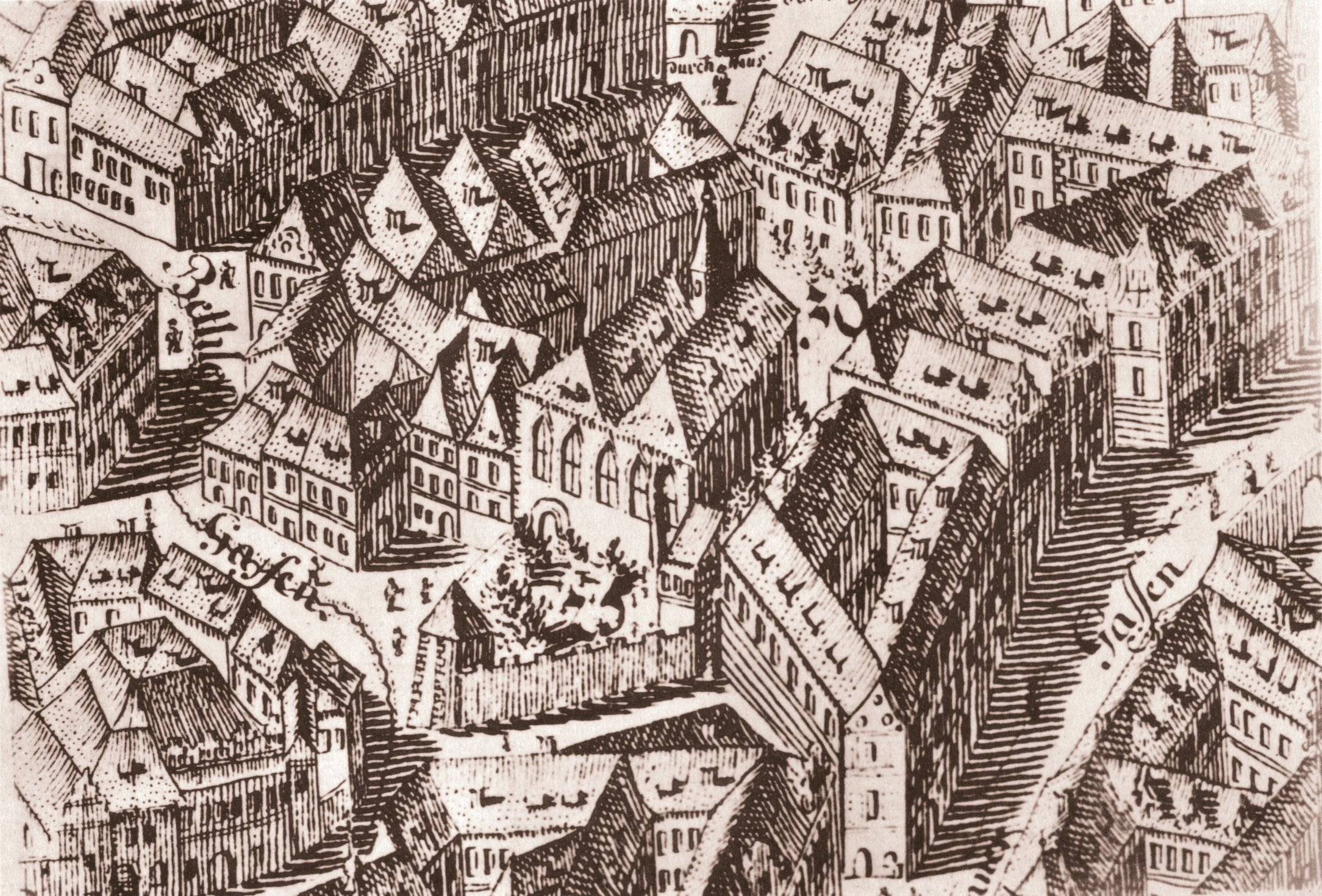
Вид площади на гравюре Й. Д. Губера 1765—69 годов
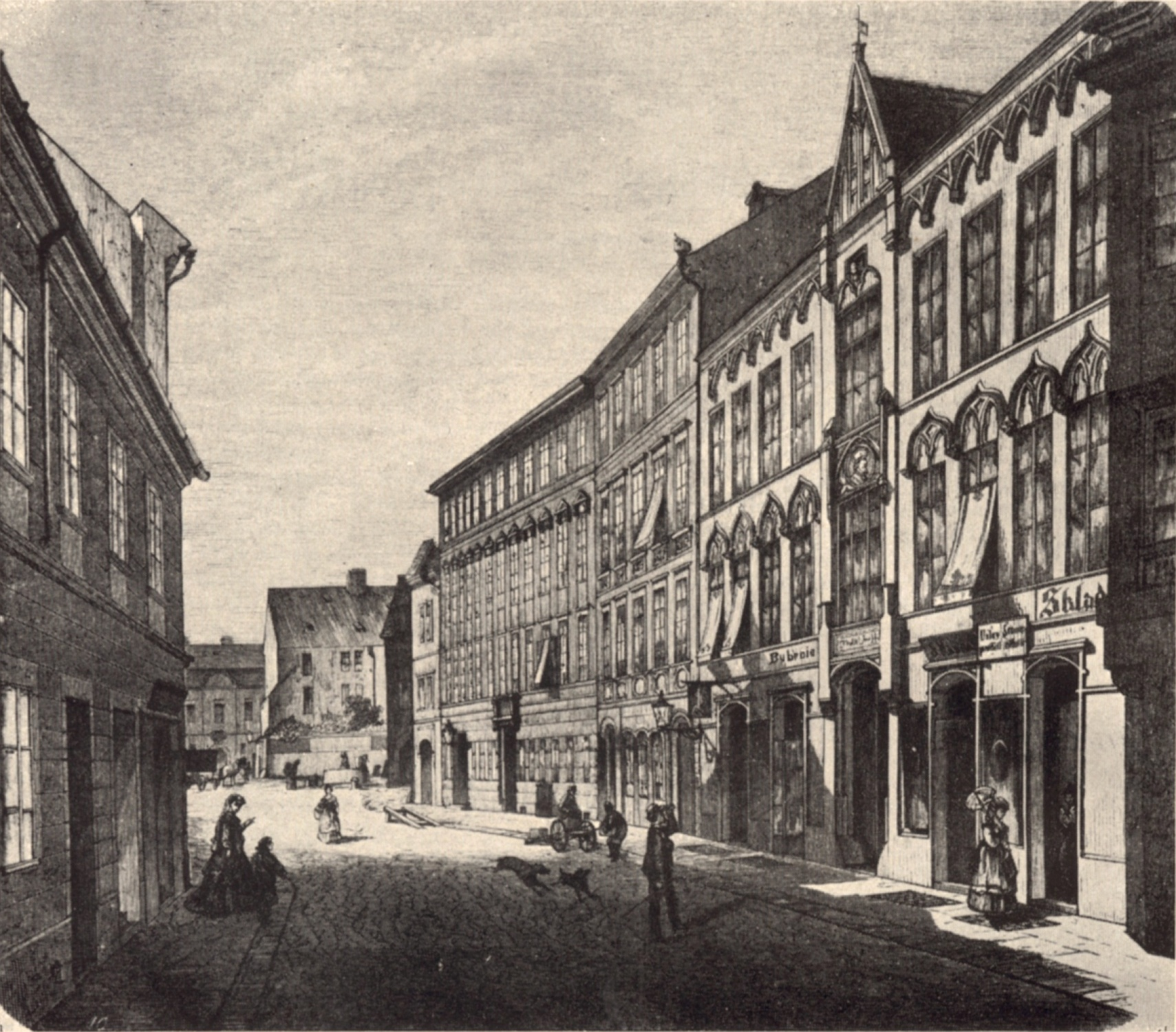
Рисунок Антонина Левого. 1869 год
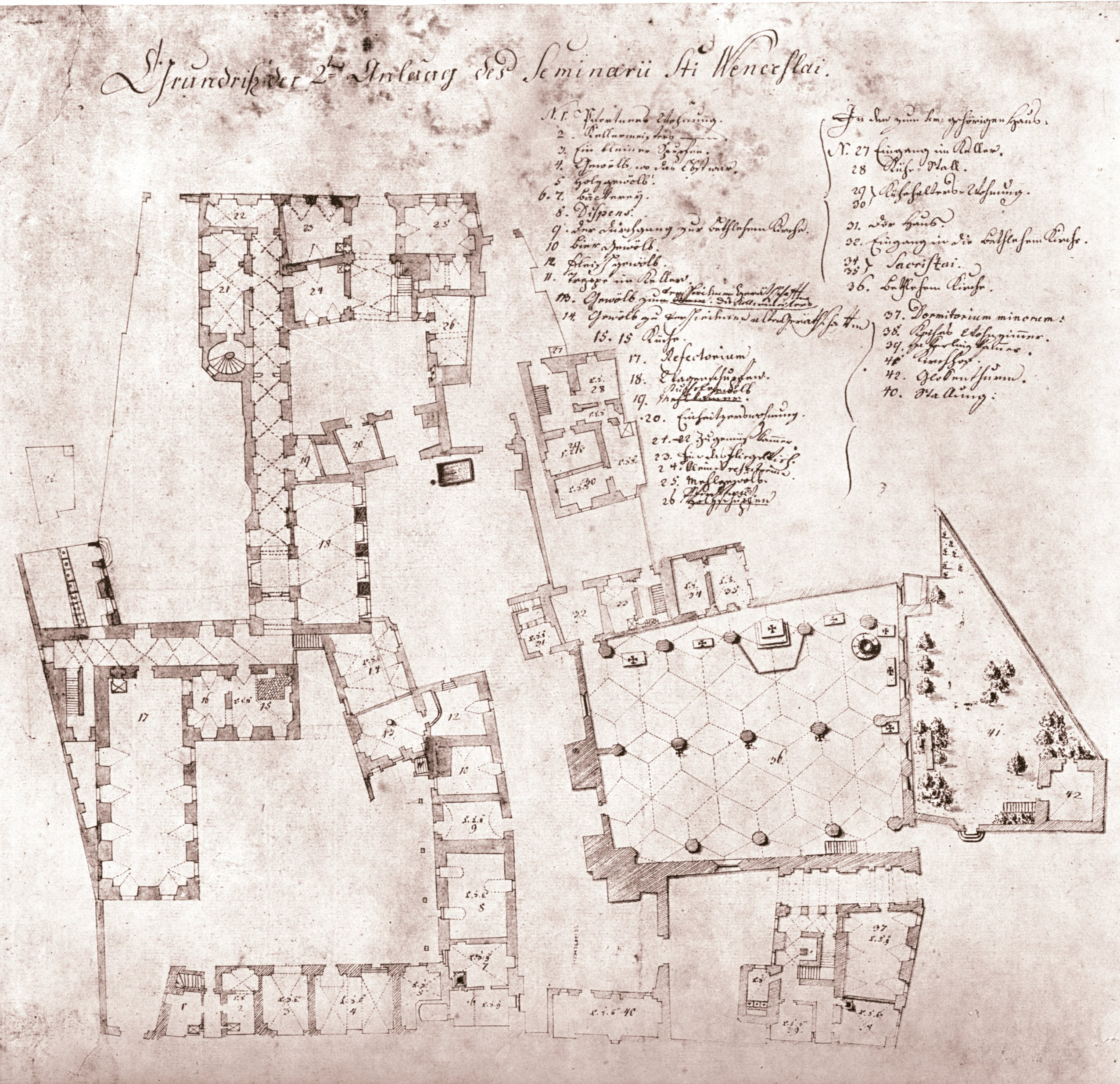
План собора святого Филипа и Якуба и Вифлеемской часовни перед сносом
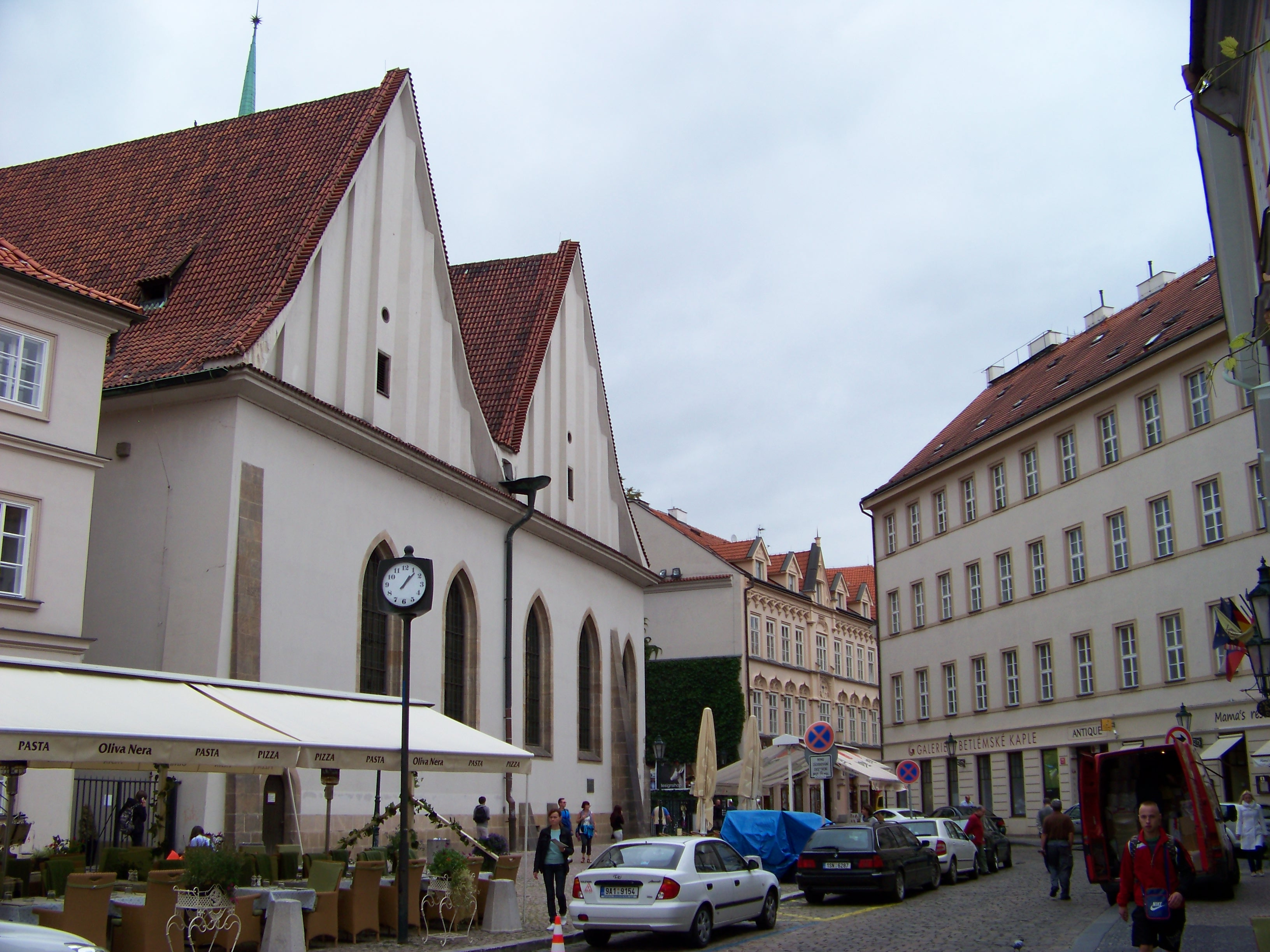
Вифлеемская часовня